# Эпистемологический анархизм
Эпистемологический анархизм («анархистская теория познания») — релятивистская концепция, созданная философом науки, американцем австрийского происхождения Полом Фейерабендом и раскрытая в его работах, особенно в книге «Против метода». Этот подход провозглашает отсутствие каких-либо универсальных критериев истинности знания, а навязывание таких критериев государством или обществом рассматривает как препятствие для свободного развития науки. Каждый ученый волен развивать свою идею, какой бы абсурдной или устаревшей она ни казалась, а каждый из нас, в свою очередь, должен быть свободен в выборе, с какими из этих теорий соглашаться и каких взглядов придерживаться.
Приверженец эпистемологического анархизма не обосновывает никакой своей позиции и не заявляет о приверженности какой-либо общественной организации или типу идеологии. Он против всяких программ вообще.

Наука представляет собой по сути анархистское предприятие: теоретический анархизм более гуманен и прогрессивен, чем его альтернативы, опирающиеся на закон и порядок.
— Пол Фейерабенд. «Против метода. Очерк анархистской теории познания»

## Предпосылки возникновения
Концепция вырастает из критики ортодоксального научного подхода, в основе которого лежат два принципа:
1. принцип дедуцируемости, согласно которому все успешные теории в одной и той же области обязательно должны быть совместимыми,
2. принцип инвариантности значений, благодаря которому при включении некой новой теории Т` в тело старой теории Т, происходит коррекция значения теории Т', замена онтологии новой теории на онтологию старой. Стремление согласовать новую теорию со старой, сделать их непротиворечивыми приводит к тому, что сохраняется не лучшая, а более старая теория.

Концепция Фейерабенда по сути является продолжением развития концепции скептицизма, который с античных времён критиковал интеллектуальный догматизм в познании. Даже само название основного труда П. Фейерабенда «Против метода» имеет явную параллель с трактатом Секста Эмпирика «Против ученых».
По мнению  советского философа Александра Никифорова, Фейерабенда к созданию теории эпистемологического анархизма  толкали его социально-политические убеждения. Он всегда подходил к рассмотрению науки и её методологии с точки зрения гуманизма, счастья и свободного развития всех людей, выступал против духовного закрепощения людей и восставал против науки, когда её догматизация используется как средство такого закрепощения.

## Принципы эпистемологического анархизма
Методологически концепция эпистемологического анархизма отражена в двух основных принципах.

### Принцип пролиферации
Термин «пролиферация» взят Фейерабендом из биологии, где он означает разрастание ткани организма путём размножения клеток.
Согласно этому принципу, от учёного требуется изобретать («размножать») и развивать различные концепции и теории, причём он не обязан согласовывать их с общепризнанными теориями.
Фейерабенд предлагает действовать контриндуктивно— использовать гипотезы, противоречащие хорошо подтвержденным теориям или обоснованным экспериментальным результатам. Таким образом, по мнению автора, можно избежать ограничения научной мысли догматами, авторитетом старых теорий, стандартизированным подходом к анализу фактов и т. д. А также, создание таких гипотез поможет лучше понять общепринятые теории, которые на данный момент считаются истинными. Многие свойства и слабые места теорий обнаруживаются не при сравнении их с фактами, а при сравнении их между собой.

### Принцип несоизмеримости
Здесь концепция эпистемологического анархизма гласит, что различные теории невозможно сравнивать друг с другом с точки зрения истинности научного знания.
Фейерабенд считает, что создание четких универсальных стандартов в отделении истинного знания от ложного является искусственным и пагубно влияет на развитие знания.

«Идея метода, содержащего жесткие, неизменные и абсолютно обязательные принципы научной деятельности, сталкивается со значительными трудностями при сопоставлении с результатами исторического исследования. При этом выясняется, что не существует правила — сколь бы правдоподобным и эпистемологически обоснованным оно ни казалось, — которое в то или иное время не было бы нарушено».
— Пол Фейерабенд. «Против метода. Очерк анархистской теории познания»
Данный принцип перекликается с принципом несоизмеримости парадигм у Томаса Куна (он раскрыт в работе Т. Куна «Структура научных революций»). Научные учебники представляют развитие науки как линейный процесс накопления знания и последовательного перехода от слабых или ошибочных теорий ко все более полным и истинным. На самом деле, утверждает Кун, история науки являет собой более сложную систему. По его мнению, в истории науки присутствует ряд последовательных смен научных парадигм, которых придерживается научное сообщество. Парадигма — это некая «философия», разделяемая учеными, определенный подход к научному исследованию, общий набор символических обозначений и т. п.
Наука может пребывать в двух «состояниях»: «период нормальной науки» — когда закрепившаяся парадигма развивается, ищутся решения проблем в рамках этой парадигмы, или период «научной революции» — когда старая парадигма изживает себя и происходит выбор новой парадигмы из множества предлагаемых подходов.
В период «нормальной науки» теории могут быть сравнимы между собой с точки зрения приспособленности для решения поставленных парадигмой задач. Однако, разные парадигмы между собой не сравнимы.
В отличие от Куна, Фейерабенд вообще не допускает существования каких-либо критериев сравнения теорий или момента во времени, когда они могут быть сравнимы. Куновские два «состояния» науки для Фейерабенда только две противоположные тенденции — к сохранению и изменению. По его мнению, микрореволюции в науке происходят постоянно, а именно, когда какой-нибудь смелый ученый решается отойти от старых проверенных способов научного исследования или создает теорию, абсолютно не совместимую со старыми, и открывающую новые горизонты познания.
Таким образом, не существует правил, по которым можно отделить истинное знание от ложного или выяснить, какая из теорий лучше или хуже. Развивая эту мысль, Фейерабенд приходит к выводу, что нельзя утверждать, что научное знание более правильно и обоснованно, чем религиозное или мифологическое. Они являются равными между собой способами познания действительности, и отвергать какой-то из них будет потерей, а не приобретением.

### «Дозволено всё» («Anything goes»)
Согласно эпистемологическому анархизму, единственный принцип, которого стоит придерживаться — это принцип «дозволено всё» («anything goes»). Согласно ему, каждый ученый волен изобретать свою собственную концепцию и защищать её какими угодно аргументами. Причём аргументы отбираются в произвольном порядке, согласовываясь с личными интересами, желанием произвести впечатление на других, от скуки, и т. д. Они не обязаны соответствовать требованию подтверждаемости опытом, фальсифицируемости или какому-то другому, кроме требования максимальной убедительности для остальных людей. Ученый может проводить пропаганду своих взглядов любыми доступными методами.
В этом тезисе унаследована концепция Пиррона о равносильности тезисов «всё равно»: не существует «единственно правильной» теории.

### Отделить науку от государства
В свою очередь, каждый из нас должен быть свободен решать — поддерживать или не поддерживать теорию или гипотезу, которую отстаивает ученый. Ни государство, ни общество не может навязать человеку критерии отделения истинного знания от ложного.
В этой связи Фейерабенд высказывается именно за отделение науки от государства. По его мнению, стандартизированное образование, а также некие принятые для государственных научных учреждений воззрения, научные догмы, навязываемые людям, работающим в этой сфере, приводят к стагнации в науке, загоняют её в тесные рамки.
В свете того, что для современного Фейерабенду общества было принято отделять науку от религии, считать их непримиримыми противоположностями, он приводит в пример такую выдающуюся личность, как Ньютон. Как известно, великий физик вдохновлялся идеей Бога, религиозными космогониями. Тот факт, что для Ньютона божественное послужило предпосылкой научного, указывает на то, что верность строгого отделения науки от религии и мифа по меньшей мере не однозначна.

## Критика эпистемологического анархизма
Большинство критиков Фейерабенда соглашаются с его мнением об абстрактно рассматриваемом научном методе. Однако его эпистемологический анархизм, критикуя предшествующую Фейерабенду позитивистскую философию, доходит, по их мнению, до крайнего релятивизма, с одной стороны разрушая устаревшие догмы, а с другой превращаясь в абсурд.
Изначальное утверждение Фейерабенда о существовании единственного принципа, не препятствующего прогрессу — принципа «Все сойдет» (Anything Goes), нелогично:

Все методологии имеют свои ограничения, и единственное «правило», которое сохраняет значение, таково: «Всё сойдет».
— (Фейерабенд, 1979. с. 333)
Взяв за отправной пункт правильную констатацию — «все методологии имеют свои ограничения» — Фейерабенд совершает логически неверный прыжок к ложному заключению: «Все сойдет». К примеру, существует много способов плавания, все они имеют свои ограничения, но ведь не все движения тела в воде одинаково хороши, если цель — не утонуть.
Однако Фейерабенд и не говорит о том, что следует «не хотеть тонуть». Каждый имеет право выбора. И вариант «не утонуть» необязательно является истинно верным. Другими словами, похоже, что Фейерабенд не полагает стремление к истинности знания и объективности понятий в действительности важнейшей целью.

Наш первый шаг в критике обычных человеческих понятий и реакций состоит в том, чтобы выйти из круга и либо изобрести новую понятийную систему, например, новую теорию, которая входит в конфликт с наиболее прочно установленными результатами наблюдений и перевертывает наиболее правдоподобные теоретические принципы, либо же перенести такую систему из того, что вне науки, из религии, мифологии, из идей некомпетентных людей или из бреда сумасшедших.
— (Фейерабенд 1993, с. 53)
Одна из проблем концепции заключается в том, что Фейерабенд размывает грань между способом изобретения научной теории и её обоснования. Утверждая, что источником теории может быть все что угодно (см. цитату выше), он отрицает необходимость рационального обоснования теории, таким образом уводя свою концепцию в область крайнего релятивизма.
При всей видимой гуманности его концепции, стремления создать общество, где каждый будет развиваться индивидуально, а государство будет охранять любые формы познания, положения Фейерабенда имеют слишком общий и абстрактный характер. Ни в одной своей работе он не объясняет, чем в сущности плоха та или иная теория, или где общепринятые концепции относительно мироустройства оказываются ложными.